# Ludwigsdorf (Ihlow)
Ludwigsdorf ist seit der Gemeindegebietsreform vom 1. Juli 1972 ein Ortsteil der ostfriesischen Gemeinde Ihlow in Niedersachsen. Der Ort hatte im Januar 2023 974 Einwohner.

## Lage
Ludwigsdorf liegt im Norden der Gemeinde Ihlow und grenzt an die Auricher Stadtteile Rahe und Kirchdorf.

## Geschichte
Der erste Siedler in der ehemaligen Moorkolonie ließ sich 1793 östlich des Münkewegs, der vom Ihlower Forst nach Westerende-Kirchloog führt, nieder. 1798 folgten weitere Siedler aus Lübbertsfehn und Schirum in die damals so genannte Moorkolonie bei Ihlow. Die ersten Siedler litten vor allem an der mangelhaften Entwässerung. Mehrfach bemühten sie sich um die Anlage eines Kanals, bekamen dafür aber keine Genehmigung. Im Jahre 1801 begann die erste öffentliche Vergabe von elf Kolonaten im Ort, die 1806 nach dem Präsidenten der Kriegs- und Domänenkammer in Aurich, Ludwig von Vincke, Ludwigsdorf benannt wurde. Die mangelhafte Entwässerung, fehlende feste Wege und die damit verbunden großen Probleme ließen ab 1865 viele Siedler nach Amerika auswandern.
Die letzten Kolonate wurden 1881/82 vergeben. Um 1900 war die Erschließung des Ortes weitgehend abgeschlossen. Wirtschaftlich spielte im Sommer der Torfabbau, im Winter die Forstwirtschaft eine große Rolle. Von 1902 bis 1914 gab es zudem eine Ziegelei. An das Straßennetz wurde der Ort erst nach dem Zweiten Weltkrieg angeschlossen. Heute ist Ludwigsdorf ein Auspendlerort. Die meisten seiner Bewohner haben ihre Arbeitsstellen in Emden oder Aurich.

## Einwohnerentwicklung
| Jahr | Einwohner |
| ---- | --------- |
| 1925 | 449       |
| 1933 | 490       |
| 1939 | 495       |
| 1961 | 687       |
| 1970 | 799       |
| 2009 | 923       |
| 2013 | 921       |
| 2022 | 955       |

## Politik
Der Ortsrat, der den Ortsteil Ludwigsdorf vertritt, setzt sich aus fünf Mitgliedern zusammen. Die Ratsmitglieder werden durch eine Kommunalwahl für jeweils fünf Jahre gewählt. Die aktuelle Amtszeit begann am 1. November 2021 und endet am 31. Oktober 2026.
Bei der Kommunalwahl 2021 ergab sich folgende Sitzverteilung:
| Ortsrat 2021Insgesamt 5 Sitze - SPD: 3 - UWG: 1 - CDU: 1 |